# Фонте дел Кампо (Ријети)
Фонте дел Кампо је насеље у Италији у округу Ријети, региону Лацио.
Према процени из 2011. у насељу је живело 80 становника. Насеље се налази на надморској висини од 749 м.